# Mándok
Mándok est une ville et une commune du comitat de Szabolcs-Szatmár-Bereg en Hongrie.

## Histoire
Depuis la fin de l'occupation ottomane jusqu'en 1918, MÁNDOK fait partie de la monarchie autrichienne (empire d'Autriche), dans la province de Hongrie en 1850 ; après le compromis de 1867, évidemment dans la Transleithanie, au Royaume de Hongrie.
Un bureau de poste a été ouvert en 1860, dépendant de la Direction de Grosswardein Oradea (Roumanie) après 1867.

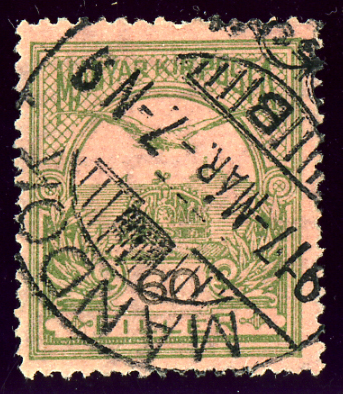
MÁNDOK dans le Royaume de Hongrie en 1917 (le papier est rose)